# La piscina
La piscina (títol original: Swimming Pool) és una pel·lícula francesa de François Ozon, estrenada l'any 2003. Està inspirada lliurement en el film La Piscina de Jacques Deray. Ha estat doblada al català.

## Argument
Sarah Morton (Charlotte Rampling), autora anglesa de novel·les policíaques d'èxit, té problemes d'inspiració. El seu editor, que va ser el seu amant, li proposa de passar uns dies a una vila que té a Luberon per a trobar-hi una atmosfera propicia pel seu treball. Una vegada instal·lada a la luxosa vila, Sarah, sola i depressiva, espera manifestament contra tota evidència la visita del seu editor. En lloc d'això, desembarca Julie, la filla d'aquest.
Atractiva, seductora i llaminera, és l'antítesi de l'austera anglesa, cosa que suscita en aquesta sentiments barrejats d'aversió, de gelosia però també de curiositat després de complicitat quan un crim serà comès a la vila. Simultàniament, Sarah se serveix dels esdeveniments i de la personalitat de Julie per alimentar la seva novel·la, portant l'espectador a perdre's entre el que es mostra de la intriga principal o de la ficció imaginada per Sarah.

## Repartiment
- Charlotte Rampling: Sarah Morton
- Ludivine Sagnier: Julie, la filla de John Bosload
- Charles Dance: John Bosload, l'editor de Sarah
- Jean-Marie Lamour: Franck
- Marc Fayolle: Marcel
- Mireille Mossé: la filla de Marcel
- Michel Fau: el primer amant
- Jean-Claude Lecas: el segon amant
- Émilie Gavois-Kahn: la criada
- Sebastian Harcombe: Terry Long, el jove autor

## Al voltant de la pel·lícula
- El film ha estat rodat en anglès i en francès.
- La vila utilitzada per al rodatge se situa a Menèrba al departament de Valclusa.[4]
- Al començament del film, la casa de Sarah Morton a Londres és la Clementi House.[5]
- Cathialine Andria, coneguda per al seu paper al Rei Sol, interpreta la banda sonora original.
- Ozon fa irònicament al·lusió al film francès La Piscina, on actuen Romy Schneider i Alain Delon, anomenant el seu propi film Swimming Pool, és a dir: La Piscina, a la llengua mare de la protagonista.[6]

## Premis
- Millor film al Festival mundial del film de Bangkok 2003.